# محطة وولف كريك النووية
محطة وولف كريك النووية هي محطة للطاقة النووية تقع بالقرب من بورلينجتون في كانساس وتقدر مساحتها 9,818 فدان (40 كيلو متر مربع) من إجمالي 11,800 فدان (4800 هكتار) يسيطر عليها المالك الحقيقي للأرض وولف كريك والذي الحقها بإنشاء بحيرة كوفي كاونتي (بحيرة وولف كريك سابقا) حيث يستخدم الماء للمكثفات.

## المكونات
يوجد بالمحطة مفاعل مياه مضغوط من قبل شركة ويستينجهاوس والذي تم تشغيلها في 4 يونيو 1985.

## القدرة
تقدر قوة المفاعل عند 1170 ميجاوات وتم تركيب مولد جديد للتوربينات في عام 2011 مما زاد من الإنتاج الكهربائي إلى حوالي 1250 ميجاوات.

## التجديد
في 4 أكتوبر 2006 تقدم المشغل بطلب إلى هيئة التنظيم النووي لتجديد وتمديد رخصة تشغيل المحطة وقد منحت هيئة التنظيم النووي التجديد في 20 نوفمبر 2008 وتمديد الترخيص من 40 سنة إلى 60 سنة.

## ارهاب الكتروني
تعرضت المحطة النووية لهجمات إلكترونية فاشلة قام بها قراصنة في عام 2017.